# Melanargia origo
Melanargia origo är en fjärilsart som beskrevs av Higgins 1977. Melanargia origo ingår i släktet Melanargia och familjen praktfjärilar. Inga underarter finns listade i Catalogue of Life.